# Sofia Rossen
Sofia Kathrine Rossen (* 4. Dezember 1961 in Qaqortoq) ist eine grönländische Politikerin (Inuit Ataqatigiit).

## Leben
Sofia Rossen besuchte von 1968 bis 1977 die Folkeskole in ihrer Heimatstadt Qaqortoq. Von 1977 bis 1979 war sie an der Efterskole im dänischen Odder. Anschließend ließ sie sich in Nuuk und Aarhus ausbilden. Von 2001 bis 2002 war sie Abteilungsleiterin in der Gemeinde Nuuk. Von 2002 bis 2006 war sie Administrationsleiterin der grönländischen Statistikbehörde. Von 2006 bis 2011 war sie Chefsekretärin bei TELE Greenland und anschließend Bürochefin der Regierung. Sie ist verheiratet mit Karl Henriksen und hat mit ihm drei erwachsene Kinder.
Sofia Rossen kandidierte bei der Kommunalwahl 2005, wurde aber nicht gewählt. Im selben Jahr kandidierte sie bei der Folketingswahl 2005. Sie war eine von vier Kandidaten der Inuit Ataqatigiit. Bei der Wahl erhielt sie nur 92 Stimmen und damit die drittwenigsten aller Kandidaten. Dadurch, dass Kuupik Kleist jedoch einen Sitz für die IA gewann, wurde Sofia Rossen dritte Stellvertreterin. Von 10. April bis zum 1. Juni 2007 gelangte sie dennoch ins Folketing, da Kuupik Kleist ebenso wie seine Partnerin Aviâja Vandersee, die zweite Stellvertreterin war, in Elternzeit waren und der erste Stellvertreter Georg Olsen ebenfalls abgesagt hatte. Bei der Folketingswahl 2007 trat sie erneut an. Diesmal konnte Juliane Henningsen den Sitz erlangen und Sofia Rossen wurde mit 239 Stimmen zweite Stellvertreterin. Vom 12. Januar bis zum 4. Oktober 2010 war sie erneut Folketingsmitglied, weil Juliane Henningsen in Elternzeit war und der erste Stellvertreter Josef Motzfeldt mittlerweile Parlamentspräsident im Inatsisartut war. Bei der Folketingswahl 2011 wurde sie mit 417 Stimmen erneut zweite Stellvertreterin hinter Sara Olsvig und Johan Lund Olsen, musste das Amt in dieser Legislaturperiode jedoch nicht einnehmen. Bei der Inatsisartut-Wahl 2013 verpasste sie mit nur 20 Stimmen einen Platz im grönländischen Parlament deutlich. Bei der Wahl ein Jahr später erhielt sie nur 17 Stimmen. Anschließend trat sie nicht mehr zu Wahlen an.